# 陳莉敏
陳莉敏（英語：Queenie Chan Lei Man，1972年2月2日—），香港女藝人，出生於香港，1995年參選香港小姐。曾任TVB電視廣播有限公司TVB8主持，現從事醫美顧問、美食作家、身心咨詢師、創意達人及藝術總監。
曾擔任TVB多個真人show主持 ，包括：《求愛大作戰》、《沒女大翻身》、《蝸居宅急變》、《剩女愛作戰》。
曾出版包括《沒女要翻身》及《沒女要翻身2 BITCH》多本醫美書籍。
活躍於Facebook、Youtube、Instagram 、微博、小紅書（「陳莉敏QueenieChan」）及微信（「樂活女皇陳莉敏」）等主流社交平台。
她師承嶺南畫派趙少昂弟子譚聖卓，習國畫兩年。

## 背景
陳莉敏從小在單親家庭長大，父母分別為台灣人和上海人，曾就讀新北市私立聖心女子高級中學和伊斯蘭脫維善紀念中學（1992年中七），其後曾修讀香港城市大學專業進修學院國際商業管理副學士學位。她於1995年參加香港小姐競選卻落選，同年開始任職某間美國航空公司的空中服務員至2022年初為止，期間取得了倫敦大學法律系學士學位。
1998年起，她也參與撰寫《明報》美容專欄「We Wet 二人組」、「Beauty Visit」，又陸續在《壹周刊》、《am730》、《旭茉Jessica》、《美麗佳人》（中國及香港）、《ELLE》、《時尚芭莎》（中國）、《新假期》、《Sunday More》、美黛拉、《飲食男女》（私家廚房）等多本雜誌或論壇開設專欄，向讀者介紹時尚潮流、醫學美容知識，分享整形經歷。她是透過「TVB.com」而成為網上騎師 （页面存档备份，存于），曾主持網上電台節目《IJ Chat Room》，並擔任《K-100》「網上自由講」主持。
藝術創作方面，陳莉敏於2000年出版第一本攝影集《作者詳介》，內含隨心散文，之後亦推出《百萬美容白老鼠》、《漂亮密令@美食》、《吃出美麗》、《沒女要翻身》、《沒女要翻身2：BITCH》、《你知道的她都整過 ── 陳莉敏的美貌速成指南》等書籍，題材包括美容行業揭秘、健康食譜、愛情與生活態度「樂活、為自己而活」；2006年開始撰寫 Yahoo！ Blog「老娘的內衣」，瀏覽量超越9千萬；同年曾在 Club JJ’s 舉行個人原創油畫畫展。2007年起，她兼任 Youtuber，開設個人帳號「beautyQQ」，繼續通過視頻向觀眾介紹相關範疇資訊，人氣視頻的點擊率逾6千萬。2012至2014年分別以導師身份參加無綫電視真人秀節目《盛女愛作戰》、《求愛大作戰》及《沒女大翻身》，內容圍繞香港單身男女數字不斷上升的社會現象，收視不俗且引起坊間熱烈討論。另一方面，陳莉敏自2012年成立自家製作公司 QCB Productions，負責拍攝、剪接、後期製作，為各大品牌製作宣傳影片。2013年與美麗華商場及 Mira Mall 合作舉辦 Queen's Wonderland 衣著街頭巡遊派對活動。2014年創立個人化妝刷具品牌 SO By Queenie Chan，設計一款帶有按摩功能的化妝刷柄設計，並獲得獨家專利。
往後於2015年，她聯合創立美悅美盒 QeautyBox。2017年創辦 Little Cave Workshop 小山洞工作室，擔任其創意總監，定期舉辦有關藝術文藝及心靈課程；同年創立美妝包品牌 Wearable Love；及網店www.beautyqqstore.com （页面存档备份，存于）， 主要銷售自家品牌。2018年創立品牌Q嚐伴，出售一系列即食產品。2019年於中環畫廊舉辦為期三天Alive Exhibition 2019，展出以過期化粧品創作的中國國畫。

## 演出作品

### 劇集
| 首播         | 劇名       | 角色             | 備註                                                             |
| 無綫電視     |            |                  |                                                                  |
| 2008年       | 同事三分親 | 瞿美嬌           | 歐錦棠所扮演角色武紀勇之前妻                                     |
| 2009年       | 畢打自己人 | 紅               |                                                                  |
| 香港電視網絡 |            |                  |                                                                  |
| 2012年       | 三面形醫   | 鍾雪薇（Regina） | 為了將逼真的醫學美容實況呈現給觀眾，和整形醫師合作用真的針筒扎臉 |

### 電影
| 首映   | 電影名   | 導演   | 角色 |
| 1999年 | 紫雨風暴 | 陳德森 | 記者 |
| 2000年 | 順流逆流 | 徐克   |      |

### 電視節目
| 首播             | 節目名         | 備註                 |
| TVB8             |                |                      |
|                  | 娛樂最前線     | 主持之一             |
| 無綫電視         |                |                      |
| 2010年           | 千奇百趣香港地 | 演出                 |
| 2011年           | 姊妹淘         | 演出                 |
| 2012年           | 盛女愛作戰     | 導師之一             |
| 2013年           | 求愛大作戰     | 主持及顧問導師       |
| 2014年           | 沒女大翻身     | 導師之一             |
| 2018年           | 蝸居宅急變     | 主持、統籌及美術指導 |
| now寬頻電視      |                |                      |
| 2011年           | 撳錢           | 主持之一             |
| 上視新聞綜合頻道 |                |                      |
| 2014年           | 盛女，為愛作戰 | 美術指導             |
| ViuTV            |                |                      |
| 2021年           | 克服他她它     | 第7集嘉賓            |

## 音樂作品

### 填詞
| 年份   | 歌名                                 | 歌手                                        | 擔任工作                       |
| 2007年 | Don’t think just do（國語版）        | 胡蓓蔚                                      | 填詞                           |
| 2012年 | Beautiful life                       | 陳法拉                                      | 填詞 Shanghai Restoration      |
| 2012年 | 白蛇詩（White Snake Poem）（兼聲演） | David Liang（Shanghai Restoration Project） | 填詞、聲演 Project David Liang |
| 2012年 | Be My Love（國語版）                 | Super Girls                                 |                                |

## 書籍
| 年份                     | 書名                                     | 國際標準書號       |
| 2000年                   | 作者詳介                                 |                    |
| 海濱圖書公司             |                                          |                    |
| 2005年                   | 百萬美容白老鼠                           | ISBN 9789882022652 |
| 2006年                   | 潮貓·愈壞愈愛                            | ISBN 9789882022676 |
| 2007年                   | 漂亮密令@美食                            | ISBN 9789882024427 |
| 萬里機構、飲食天地出版社 |                                          |                    |
| 2007年                   | 吃出美麗                                 | ISBN 9789621436979 |
| 經要文化出版有限公司     |                                          |                    |
| 2009年                   | 老娘的內衣－－虛榮中女的樂活日誌         | ISBN 9789888005420 |
| 2010年                   | 空中老娘－－三萬呎高空的「飛傭」生涯     | ISBN 9789888005710 |
| 青森文化                 |                                          |                    |
| 2014年                   | 沒女要翻身                               | ISBN 9789888270903 |
| 2015年                   | 沒女要翻身2：BITCH                       | ISBN 9789881438799 |
| 2016年                   | 不必做大眾女神, 立志做魅力女人           | ISBN 9789888380947 |
| 廣西科學技術出版社       |                                          |                    |
| 2016年                   | 你知道的她都整過 ── 陳莉敏的美貌速成指南 | ISBN 9787555104834 |
| 明窗出版社               |                                          |                    |
| 2018年                   | 吾舍宅急變                               | ISBN 9789888445844 |

## 獎項
| 年份   | 獎項 |
| 2014年 | MARKies Awards 2015「最佳創意奬（YouTube 影片「醜腳大翻身」）」                                                               |
| 2014年 | 土豆網「最佳時尚自頻道」 |
| 2014年 | 《Ketchup》雜誌「最受歡迎 Blogger」                                                                                           |
| 2014年 | 《me!》雜誌「Magazine Beauty Awards Style Icon.」                                                                             |
| 2016年 | 《e Media Plus》傑出數碼大獎2016「e+ 最強網絡美容天后大獎」                                                                   |
| 2022年 | 社會企業研究院院士資格 (FSERA)                                                                                                |
| 2022年 | 自家品牌「Q嚐伴」獲Asia Business Leaders 頒發「亞洲商業領袖」獎項及 Hong Kong Commercial Times 頒發「年度最傑出企業領袖」獎項 |
| 2022年 | 自家品牌「BeautyQQStore」獲頒亞洲最有價值服務大獎 2022中之「年度最傑出網上零售品牌」                                          |
| 2022年 | 香港中小型企業聯合會及新城財經台合辦之「大灣區傑出女企業家獎2022」                                                            |

## 外部鏈接
- 陳莉敏的Facebook專頁
- Queenie Chan 莉敏的Facebook專頁
- 陳莉敏的Instagram帳戶
- YouTube上的BeautyQQ頻道
- 陳莉敏 QueenieChan - 新浪博客 （页面存档备份，存于）
- 陳莉敏在香港影庫上的簡介